# كلود كوليت
كلود كوليت (بالفرنسية: Claude Colette)‏ هو دراج فرنسي، ولد في 4 مارس 1929 في شاتيليرولت في فرنسا، وتوفي في 20 سبتمبر 1990 في تولوز في فرنسا.

## وصلات خارجية
- كلود كوليت على موقع أرشيف الدراجات (الإنجليزية)
- كلود كوليت على موقع إحصائيات الدراجات الإحترافية (الإنجليزية)